# Zhang Xueying
Zhang Xueying (chino simplificado: 张雪迎, chino tradicional: 張雪迎) también conocida como Sophie Zhang, es una actriz china.

## Biografía
Tiene una hermana. 
Estudió en la Academia Central de Arte Dramático (inglés: "Central Academy of Drama").

## Carrera
Es miembro de la agencia Yu Zheng Studio.
En julio del 2015 se unió al elenco recurrente de la serie The Whirlwind Girl donde interpretó a Li En-xiu, la media hermana de Yu Chuyuan (Bai Jingting), una joven amable, inocente y destacada atleta de Taekwondo en el centro "Chang Hai" que está enamorada de Fang Tinghao (Chen Xiang).
Ese mismo año se unió al elenco recurrente de la serie Love Yunge from the Desert donde dio vida a Mo Cha, la doncella de Huo Yunge (Angelababy).
También se unió al elenco recurrente de la serie Legend of Ban Shu donde interpretó a Liu Yan, la Princesa Beixiang e hija del Príncipe Zhongshan, una joven rebelde y malcriada que está enamorada de Wei Ying (Zhang Zhehan), por lo que ve y trata a Ban Shu (Jing Tian) como a una rival. 
En el 2016 se unió al elenco recurrente de la serie Legend of Nine Tails Fox donde dio vida a Weng Hongting, un miembro de Chang Ting.
El 8 de mayo del 2018 se unió al elenco principal de la serie Summer's Desire donde interpretó a Yin Xiamo, una actriz que conoce a Ou Chen (Qin Junjie) durante su infancia después de perder a sus padres, hasta el final de la serie en junio del mismo año. La actriz Lü Chenyue interpretó a Xiamo de joven.
En el 2019 fue considerada como una de las "nuevas cuatro actrices Dan de la generación posterior a los 95" (chino: "95后四小花旦") junto a Zhang Zifeng, Vicky Chen y Guan Xiaotong. Es un término chino que se refiere a las cuatro actrices jóvenes más rentables de China continental.
El 15 de mayo del mismo año se unió al elenco principal de la serie Princess Silver donde dio vida a Rong Le, hasta el final de la serie el 26 de junio del mismo año.
El 22 de octubre del mismo año se unió al elenco principal de la serie Hot Blooded Youth (también conocida como "The Files of Teenagers in the Concession" / 租界少年之热血档案) donde dio vida a Jia Hongyi, hasta el final de la serie el 3 de diciembre del mismo año.
En diciembre modeló para la colección "Dior Chinese Lunar New Year 2020 Capsule".

## Filmografía

### Series de televisión
| Año             | Título                           | Personaje                    | Notas                   |
| --------------- | -------------------------------- | ---------------------------- | ----------------------- |
| 2022 - presente | Choice Husband                   | Shen Miao                    | [ 13 ]                  |
| 2022 - presente | Go Beach Volleyball Girls        | Li Guoduo                    |                         |
| 2022 - presente | Once Given, Never Forgotten      | Lian Xin                     |                         |
| 2021 - presente | Faith Makes Great                | Wu Zhongwen                  | historia: "Chun Zhi Ji" |
| 2019            | Hot Blooded Youth                | Jia Hongyi                   | 58 episodios            |
| 2019            | Princess Silver                  | Rong Le / Man Yao / Qin Man  | 58 episodios            |
| 2018            | Summer's Desire                  | Yin Xiamo                    | 36 episodios            |
| 2017            | When We Were Young               | Chu Yinyin / Xia'er          |                         |
| 2016            | My Step Father is a Hero         | Kang Ni                      |                         |
| 2016            | Promise of Migratory Birds       | Han Yichen                   |                         |
| 2016            | Legend of Nine Tails Fox         | Weng Hongting                |                         |
| 2015            | Legend of Ban Shu                | Liu Yan, Princesa Beixiang   |                         |
| 2015            | Love Yunge from the Desert       | Mo Cha                       |                         |
| 2015            | The Whirlwind Girl               | Li En-xiu                    |                         |
| 2015            | Ancient Mirror                   | Shi Jing                     |                         |
| 2014 - 2015     | The Romance of the Condor Heroes | Guo Xiang                    |                         |
| 2013            | 穿越烽火线                       | Xiao Ying                    |                         |
| 2013            | Swordsman                        | Lao Busi                     |                         |
| 2012            | In Love with Power               | Consorte Donggo              |                         |
| 2011            | 我是你儿子                       | Chen Yan                     |                         |
| 2011            | Windmill                         | Dan Hong (de joven)          |                         |
| 2011            | 创世纪风云之阿诚                 | Jingyi (de joven)            |                         |
| 2010            | Xin An Family                    | Luo Si                       |                         |
| 2010            | Detective                        | Ru Yi                        |                         |
| 2010            | Beauty's Rival in Palace         | Princesa Guan Tao (de joven) |                         |
| 2009            | Love Blooming                    | You Lan                      |                         |
| 2009            | 爸爸天亮叫我                     | Niu'er                       |                         |
| 2009            | Lurk                             | Pequeña niña                 |                         |
| 2009            | Rose Martial World               | Shen Siru (de pequeña)       |                         |
| 2009            | 疯丫头                           | Xixi                         |                         |
| 2008            | Red Begonia                      | Qian Shi (de pequeña)        |                         |
| 2008            | Paladins in Troubled Times       | Hua'er                       |                         |
| 2008            | The Legend of the Condor Heroes  | Pequeña niña                 |                         |
| 2008            | 宁为女人                         | Yue Bai                      |                         |
| 2007            | Big Shot                         | Sisi                         |                         |
| 2007            | 船政风云                         | Ah Xiang (de pequeña)        |                         |
| 2007            | The Legend and the Hero          | Cai Yun                      |                         |
| 2007            | Powder Purple Ink                | Ju'er                        |                         |
| 2007            | 大剧院                           | Xu Ying (de pequeña)         |                         |
| 2006            | Founding Emperor of Ming Dynasty | Qing'er (Xiaoqing)           |                         |
| 2006            | 杨乃武与小白菜                   | Xiao Baicai                  |                         |
| 2006            | 红孩儿                           | Xiao Longnu                  |                         |
| 2006            | Kungfu Champion                  | Xiao Ya                      |                         |
| 2005            | 大明奇才                         | Xiao Gu                      |                         |
| 2005            | 福贵                             | Feng Xia (de pequeña)        |                         |
| 2005            | Strange Tales of Liao Zhai       | Xiao Cui                     |                         |
| 2005            | Hero During Yongle Period        | Jin Niang (de pequeña)       |                         |
| 2004            | 281 Letters                      | Duo Duo                      |                         |

### Películas
| Año  | Título                                   | Personaje    | Notas                                                                              |
| ---- | ---------------------------------------- | ------------ | ---------------------------------------------------------------------------------- |
| 2021 | 1921                                     | -            | junto a Huang Xuan, Han Dongjun, Zhang Yunlong, Shawn Dou, Liu Haoran y Karry Wang |
| 2021 | Unrequited Love                          | Luo Zhi      | junto a Xin Yunlai, Wu Jiacheng y Li Ximeng                                        |
| 2020 | Peach Blossom Fan                        | -            | junto a Liu Haoran, Hu Xianxu, Jackson Yee y Li Landi                              |
| 2020 | Flowers Bloom in the Ashes               | -            | junto a Liu Haoran, Arthur Chen y Vicky Chen Wen-chi                               |
| 2019 | Einstein and Einstein                    | Li Wan       |                                                                                    |
| 2016 | Dream Journey                            | Yao Yao      |                                                                                    |
| 2016 | When I Become You                        | -            | junto a Bian Jia Wei y Stephanie Xu                                                |
| 2015 | Songs From Battlefields (穿越硝烟的歌声) | -            | (cameo)                                                                            |
| 2015 | Lovers & Movies                          | Siyu         | junto a Francis Ng, Yu Nan, Kim Bum y Gulnazar                                     |
| 2014 | The Great Love of A Policewoman          | Zhang Yumiao |                                                                                    |
| 2012 | Time Flies Soundlessly                   | Duo Duo      |                                                                                    |
| 2011 | Daughter                                 | Xiao Feng    |                                                                                    |
| 2007 | Flower And Chess                         | Xiao Hai     |                                                                                    |
| 2006 | Fearless                                 | Pequeña Niña | junto a Jet Li                                                                     |
| 2006 | 冬天里的童话                             | Tingting     |                                                                                    |

### Programas de variedades
| Año              | Título                             | Notas                   |
| ---------------- | ---------------------------------- | ----------------------- |
| 2018, 2019, 2021 | Happy Camp                         | 3 episodios - invitada  |
| 2019             | The Inn Season 3                   | invitada                |
| 2019             | Actor Please Take Your Place       | invitada                |
| 2019             | Lipstick Prince                    | invitada                |
| 2018             | Ace vs Ace                         | 2 episodios - invitada  |
| 2018             | Give Me Five 2                     | (ep. #11-12) - invitada |
| 2017, 2018       | The Birth of An Actor (演员的诞生) | 4 episodios - invitada  |
| 2017             | 大学生来了                         | invitada                |
| 2015, 2016, 2017 | Day Day Up                         | 3 episodios - invitada  |

### Revistas / sesiones fotográficas
| Año        | Programa                                            | Notas                                               |
| ---------- | --------------------------------------------------- | --------------------------------------------------- |
| 2020       | CéCi China                                          | (publicación de mayo)                               |
| 2020       | Lifestyle Magazine                                  |                                                     |
| 2020       | ELLE China                                          | (publicación de marzo)                              |
| 2019       | OK! Magazine                                        | (publicación #191)                                  |
| 2019       | The NY Times Travel Magazine China                  | (publicación de diciembre)                          |
| 2019       | Dior’s ROSE DES VENTS & ROSE CÉLESTE Luxury Jewelry |                                                     |
| 2019       | SoFigaro Magazine                                   | (volumen #2301)                                     |
| 2019       | FHM China                                           | (publicación de noviembre)                          |
| 2019       | GQ China                                            | (publicación por el 10.º. aniversario)              |
| 2019       | FireBible                                           |                                                     |
| 2019       | Vogue x Sephora Beauty Innovation Awards 2019       |                                                     |
| 2019       | Lifestyle Magazine                                  | apareció junto a Aarif Rahman - (publicación #2282) |
| 2019       | Chic Magazine                                       | apareció junto a Aarif Rahman                       |
| 2019       | 周末画报                                            |                                                     |
| 2018       | OK！精彩                                            |                                                     |
| 2018       | 精品购物指南                                        |                                                     |
| 2018       | EASY 音乐世界                                       |                                                     |
| 2018       | 北京青年周刊                                        |                                                     |
| 2018       | SIZE 潮流生活                                       |                                                     |
| 2016, 2018 | 小资 CHIC                                           |                                                     |
| 2017, 2018 | 时装 L'OFFICIEL                                     |                                                     |
| 2017       | InStyle 优家画报                                    |                                                     |
| 2017       | 时尚 COSMOPOLITAN                                   |                                                     |
| 2016, 2017 | 时尚芭莎 BAZAAR                                     |                                                     |
| 2016, 2017 | 红秀 GRAZIA                                         |                                                     |
| 2016       | 伊周 femina                                         |                                                     |
| 2016       | 时尚健康                                            |                                                     |
| 2016       | 商界时尚                                            |                                                     |
| 2016       | 时尚 COSMO                                          |                                                     |
| 2016       | 女友校园版                                          |                                                     |
| 2015       | 音乐周刊 - FM97.5                                   |                                                     |

### Embajadora
| Año  | Título | Notas                              |
| ---- | ------ | ---------------------------------- |
| 2019 | Dior   | (Embajadora en la Región de China) |

### Eventos
| Año  | Título                                       | Notas                                                          |
| ---- | -------------------------------------------- | -------------------------------------------------------------- |
| 2020 | CCTV’s Network (Online) Spring Festival Gala |                                                                |
| 2020 | 2019 Weibo Awards Ceremony                   |                                                                |
| 2020 | 2019 Jinri Toutiao Gala                      |                                                                |
| 2019 | CCTV’s New Year Countdown Concert            |                                                                |
| 2019 | Instyle China’s Women of Style Gala          |                                                                |
| 2019 | Zhejiang TV’s - "T-Mall 11.11 Gala"          | (interpretó: "A Little Sweet" (有点甜)) - junto a Silence Wong |
| 2019 | DiorSS20 Show at Paris Fashion Week          |                                                                |

## Discografía

### Sencillos
| Año  | Canción                                | Álbum                    | Notas                                                                               |
| ---- | -------------------------------------- | ------------------------ | ----------------------------------------------------------------------------------- |
| 2019 | Starry Oceans                          | -                        | junto a Jackson Yee, Zhou Dongyu, Liu Haoran, Arthur Chen, Xu Weizhou y Dong Zijian |
| 2019 | 70                                     | OST de "Mao Zedong 1949" | junto a Arthur Chen, Zhou Qi, Yao Chi y Li Xinyi                                    |
| 2019 | No Worries (忘忧)                      | OST de "Princess Silver" |                                                                                     |
| 2018 | Me Who Was Saved By You (被你拯救的我) | OST de "Summer's Desire" |                                                                                     |

### Otras canciones
| Año  | Canción                 | Álbum                                                  | Notas                                                                                            |
| ---- | ----------------------- | ------------------------------------------------------ | ------------------------------------------------------------------------------------------------ |
| 2020 | Our Hearts Are Together | Lanzado por China Federation of Literary & Art Circles | (Canción y mensajes para apoyar a quienes luchan contra el coronavirus) - junto a otros artistas |

## Premios y nominaciones
| Año  | Categoría             | Premio                                                                                       | Trabajo               | Resultado |
| ---- | --------------------- | -------------------------------------------------------------------------------------------- | --------------------- | --------- |
| 2019 | Most Noteworthy Actor | 2019 Guangdong Hong Kong Macao Greater Bay Area Film Production Conference Night of the Film | Einstein and Einstein | Ganó      |
| 2019 | Best Newcomer         | 25th Huading Award                                                                           | Einstein and Einstein | Nominada  |
| 2017 | May 4th Medal         | Chinese Communist Youth League (CCYL)                                                        | -                     | Ganó      |